# هنري الأول. إيمرسون
هنري الأول. إيمرسون هو محامي وسياسي أمريكي، ولد في 15 مارس 1871 في ليتشفيلد في الولايات المتحدة، وتوفي في 28 أكتوبر 1953 في إيست كليفلاند في الولايات المتحدة. نشط حزبياً في الحزب الجمهوري. وقد انتخب عضو مجلس النواب الأمريكي ‏.